# فهرست میراث فرهنگی ناملموس در مکزیک
فهرست میراث ناملموس در مکزیک شامل ۱۲ میراث ناملموس است.
گنجاندن عناصر جدید میراث در فهرست‌های میراث فرهنگی ناملموس توسط کمیته بین‌دولتی برای حفاظت از میراث فرهنگی ناملموس تعیین می‌شود که توسط کنوانسیون تأسیس شده است. این میراث شامل دانش، مهارت‌ها، سنت‌ها، آیین‌ها، زبان‌ها، موسیقی، رقص، هنرهای نمایشی، غذاهای سنتی و دیگر جلوه‌های زنده فرهنگ است. هدف از حفاظت این میراث، حفظ تنوع فرهنگی و هویت‌های بومی در برابر تغییرات جهانی است.
مکزیک کنوانسیون میراث فرهنگی ناملموس یونسکو را در ۱۴ دسامبر ۲۰۰۵ تصویب کرد.

## فهرست
| نام | تصویر | سال  | شماره | توضیحات |
| --- | ----- | ---- | ----- | --- |
| جشنواره بومی اختصاص یافته به مردگان                                                                              |       | ۲۰۰۸ | 00054 | روز مردگان، همان‌طور که توسط جوامع بومی اجرا می‌شود. |
| رقص پرواز |       | ۲۰۰۹ | 00175 | مراسم رقص پرواز شامل رقص و صعود به یک تیرک ۳۰ متر (۹۸ فوت) است که در آن چهار نفر از پنج شرکت‌کننده پس از بالا رفتن از آن، با طناب به پایین می‌آیند.      |
| مکان‌های حافظه و سنت‌های زنده مردم Otomí-چیچیمکا در تولیمن: Peña de Bernal، نگهبان سرزمین مقدس                     |       | ۲۰۰۹ | 00174 | |
| آشپزی مکزیکی سنتی - فرهنگ اجتماعی، نیاکانی و ادامه‌دار، الگوی میچواکان                                            |       | ۲۰۱۰ | 00400 | |
| جشن پاراچیکو در جشن سنتی ژانویه چیاپا دِ کورتسو                                                                   |       | ۲۰۱۰ | 00399 | پاراچیکوها رقصندگان سنتی از چیاپا دِ کورتسو هستند که در جشن‌های عظیم این شهر که از ۱۵ تا ۲۳ ژانویه هر سال برگزار می‌شود، در خیابان‌ها می‌رقصند.             |
| Pirekua، آواز سنتی پوره‌پچا                                                                                       |       | ۲۰۱۰ | 00398 | |
| ماریاچی، موسیقی زهی، آواز و ترومپت                                                                               |       | ۲۰۱۱ | 00575 | ماریاچی یک گروه موسیقی است که معمولاً موسیقی رانچرا، موسیقی منطقه‌ای مکزیکی که حداقل از قرن هجدهم آغاز شده است، می‌نوازند.                                |
| Charrería، سنت سوارکاری در مکزیک                                                                                 |       | ۲۰۱۶ | 01108 | چاریریا، که به عنوان جاریپه نیز شناخته می‌شود، یک ورزش و رشته‌ای است که از فعالیت‌های سوارکاری و سنت‌های دامپروری در هسینداهای اسپانیای نو نشأت گرفته است. |
| La Romería (زیارت): چرخه آیینی 'La llevada' (بردن) از Virgin of Zapopan                                          |       | ۲۰۱۸ | 01400 | زیارت مریم مقدس از کلیسای جامع گوادالاخارا به باسیلیکا مادر مقدس زاپوپان، یک زیارت سالانه است.                                                         |
| ساخت تالاوره دستی از پوئبلا و تلاسکالا (مکزیک) و سرامیک‌های تالاوره د لا رینا و ال پوئنته دل آرسبیسپو (اسپانیا) + |       | ۲۰۱۹ | 01462 | فرآیندهای ساخت تالاوره دستی از پوئبلا سیتی و تلاسکالا سیتی (مکزیک) و سرامیک‌های تالابرا د لا رینا و ال پوئنته دل آرسبیسپو (استان تولدو، اسپانیا)        |
| Bolero: هویت، احساسات و شعر تبدیل به آواز +                                                                      |       | ۲۰۲۳ | 01990 | بولرو یک ژانر آواز است که در اواخر قرن نوزدهم در شرق کوبا به عنوان بخشی از سنت ترووا ایجاد شد.                                                         |

## یادداشت
1. ↑  مشترک با اسپانیا.
2. ↑  مشترک با کوبا.